# Csaba Balogh
Csaba Balogh (ur. 19 marca 1987 w Budapeszcie) – węgierski szachista, arcymistrz od 2004 roku.

## Kariera szachowa
Od najmłodszych lat należał do ścisłej czołówki węgierskich juniorów, wielokrotnie zdobywając medale w mistrzostwach kraju oraz występując na mistrzostwach świata i Europy w różnych kategoriach wiekowych. Największy sukces w tych rozgrywkach osiągnął w 2003 r. w Budvie, gdzie zdobył tytuł mistrza Europy juniorów do 16 lat. W tym samym roku zdobył dwa złote medale w rozgrywkach drużynowych: na olimpiadzie juniorów (do lat 16) w Denizli oraz na mistrzostwach Europy (do lat 18) w Balatonlelle.
Dwukrotnie wystąpił w turniejach o Puchar Świata, w 2005 r. awansując do II rundy (po zwycięstwie nad Siergiejem Karjakinem), a w 2007 r. przegrywając swój pojedynek w I rundzie. W 2006 r. podzielił II m. (za Zoltanem Almasim, wspólnie z Zoltanem Gyimesim) w indywidualnych mistrzostwach Węgier oraz został mistrzem kraju w szachach szybkich i błyskawicznych. W 2009 r. w finałowym turnieju zdobył brązowy medal. 
Wielokrotnie startował w turniejach międzynarodowych, sukcesy odnosząc w latach:
- 1999 – Budapeszt (turniej First Saturday FS12 IM-B, dz. I m.),
- 2000 – Budapeszt (turniej First Saturday FS11 IM, I m.),
- 2002 – Budapeszt – dwukrotnie (turnieje First Saturday FS11 GM, dz. I m. wspólnie z Konstantinem Czernyszowem oraz FS05 GM, II m. za Heikki Kallio),
- 2004 – Bazylea (dz. I m. wspólnie z Attilą Czebe, Trajcze Nediewem, Stefanem Djuriciem(inne języki), Mihajlo Stojanoviciem(inne języki) i Andriejem Zontachem), Balatonlelle (II m. za Adamem Horvathem), Zalaegerszeg (dz. II m. za Ferencem Berkesem, wspólnie z Dusko Pavasoviciem, Robertem Ruckiem i Zoltanem Vargą),
- 2007 – Paks (III m. za Peterem Acsem i Pentala Harikrishną),
- 2008 – Hévíz (dz. I m. wspólnie z Liviu-Dieterem Nisipeanu, Arkadijem Naiditschem i Zoltanem Almasim).

Uwaga: Lista sukcesów niekompletna (do uzupełnienia od 2009 roku).
Wielokrotny reprezentant Węgier w turniejach drużynowych, m.in.:
- pięciokrotnie na olimpiadach szachowych (w latach 2006, 2008, 2010, 2012, 2014); dwukrotny medalista: wspólnie z drużyną – srebrny (2014) oraz indywidualnie – srebrny (2014 – na II szachownicy)[3],
- na drużynowych mistrzostwach świata (w roku 2011); medalista: indywidualnie – brązowy (2011 – na IV szachownicy)[4],
- pięciokrotnie na drużynowych mistrzostwach Europy (w latach 2005, 2007, 2009, 2011, 2013); trzykrotny medalista: wspólnie z drużyną – brązowy (2011) oraz indywidualnie – srebrny (2005 – na V szachownicy) i brązowy (2013 – na II szachownicy)[5],
- dwukrotnie na turniejach o Puchar Mitropa (Mitropa Cup) (w latach 2003, 2004)[6].

Najwyższy ranking w dotychczasowej karierze osiągnął 1 maja 2012 r., z wynikiem 2672 punktów zajmował wówczas 80. miejsce na światowej liście FIDE, jednocześnie zajmując 5. miejsce wśród węgierskich szachistów.